# Tabardilla Real
Tabardilla Real es el nombre de una variedad cultivar de manzano (Malus domestica). Esta manzana es originaria de Galicia, está cultivada en la colección de árboles frutales y banco de germoplasma de Mabegondo con el N.º 227; ejemplares procedentes de esquejes localizados en Ribeira (Pontevedra).

## Sinónimos
- "Manzana Tabardilla Real",[4][5]
- "Maceira Tabardilla Real".

## Características
El manzano de la variedad 'Tabardilla Real' tiene un vigor elevado. Tamaño grande y porte erguido.
Época de inicio de brotación a partir del 13 de abril y de floración a partir de 9 de mayo.
Las hojas tienen una longitud del limbo de tamaño largo, con la máxima anchura del limbo ancha. Longitud de las estípulas es larga y la máxima anchura de las estípulas es ancha. Denticulación del borde del limbo es biserrado, con la forma del ápice del limbo acuminado y la forma de la base del limbo es obtuso. Con subestípulas presentes.
Sus flores tienen una longitud de los pétalos larga, anchura de los pétalos es ancha, disposición de los pétalos en contacto entre sí, con una longitud del pedúnculo media.
La variedad de manzana 'Tabardilla Real' tiene un fruto de tamaño medio, de forma plana-globosa, de color bicolor, con chapa a rayas, e intensidad media. Epidermis de textura desigual sin pruina en su superficie, y con presencia de cera nula. Sensibilidad al "russeting" (pardeamiento áspero superficial que presentan algunas variedades) medianamente sensible. Con lenticelas de tamaño mediano.
Los sépalos están dispuestos de forma parcialmente replegados, superpuestos en su base; fosa calicina profunda de una anchura media. Pedúnculo de grosor medio y de longitud medio, siendo la cavidad peduncular de una profundidad poco profunda y su anchura es estrecha. Con pulpa de color amarillo-crema, de firmeza es intermedia y textura intermedia; su jugosidad es jugosa con sabor de acidez baja, su dulzor es dulce, y aromática.
Época de maduración y recolección a partir del 24 de septiembre. 'Tabardilla Real' es una manzana que se utiliza como fruta de mesa.

## Susceptibilidades
- Oidio: ataque fuerte
- Moteado: no presenta
- Raíces aéreas: ataque débil
- Momificado: no presenta
- Pulgón lanígero: ataque medio
- Pulgón verde: ataque débil
- Araña roja: no presenta
- Chancro del manzano: no presenta[3]